# رود کنگو
رود کُنگو پس از رود نیل طولانی‌ترین رود آفریقا است. این رودخانه همچنین دومین رودخانه پرآب دنیا پس از آمازون نیز می‌باشد. طول این رود که ۴۷۰۰ کیلومتر است در کشورهای آنگولا، بوروندی، کامرون، جمهوری آفریقای مرکزی، جمهوری دموکراتیک کنگو، گابن، جمهوری کنگو، رواندا، تانزانیا و زامبیا جریان دارد و به اقیانوس اطلس می‌ریزد. رودخانه کنگو با ۲۲۰ متر (۷۲۰ فوت) ژرفا، رکورددار عمیق‌ترین رودخانه در میان رودخانه‌های کره زمین است. همچنین، تنها رودخانه بزرگ کره زمین است که ۲ بار از خط استوا عبور می‌کند.

## نامگذاری

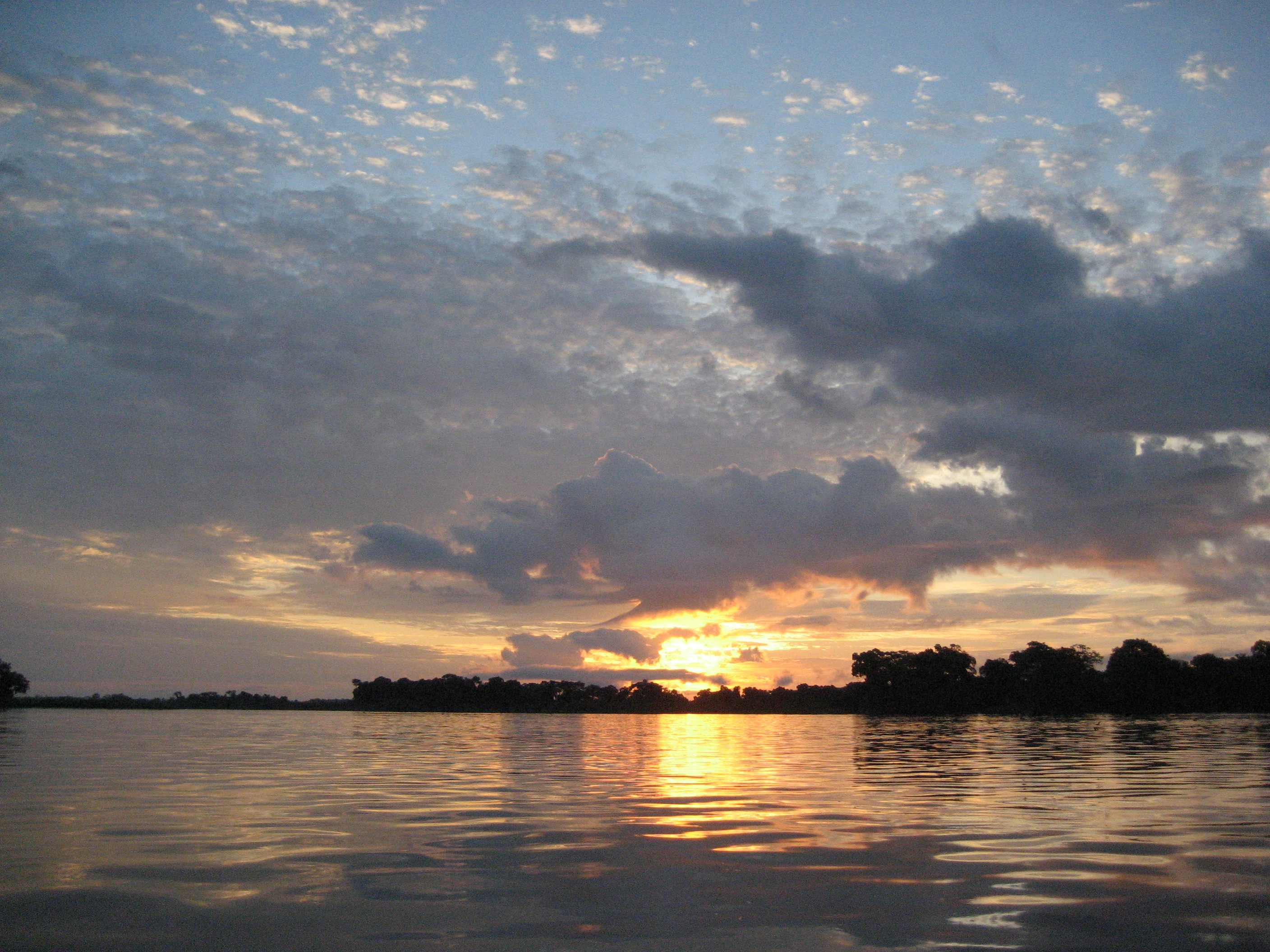
صحنهٔ طلوع خورشید بر فراز رودخانهٔ کنگو

نام رودخانه کونگو از پادشاهی کنگو که در ساحل جنوبی رودخانه واقع شده‌است، گرفته شده‌است. این پادشاهی به نوبه خود برای بومیان بانتو کونگو که در قرن هفدهم با عنوان "Esikongo" شناخته می‌شد، نامگذاری شد. آبراهام اورتلیوس در نقشه جهانی خود در سال ۱۵۶۴ آنرا با عنوان "مانیچونگو" در دهانه رودخانه نامگذاری کرده‌است. نام قبایل در کنگو احتمالاً از کلمه ای برای یک اجتماع عمومی یا مجالس قبیله نشات گرفته‌است. نام مدرن مردم کنگو یا باکونگو در اوایل قرن بیستم معرفی شد.
نام زائر از یک اقتباس پرتغالی از یک کلمه Kikongo , nzere ("رودخانه") است، مختصری از nzadi o nzere ("رودخانه ای که رودخانه را بلعیده"). این رودخانه در قرنهای شانزدهم و هفدهم به عنوان زائر شناخته شده بود. به نظر می‌رسد کنگو در قرن ۱۸ به تدریج جایگزین زائر در استفاده از انگلیسی شد و کنگو نام انگلیسی ترجیحی در ادبیات قرن نوزدهم است، اگرچه اشارات به ظهیر یا زائر به عنوان نام مورد استفاده ساکنین رایج بود.
جمهوری دموکراتیک کنگو و جمهوری کنگو نام خود را از این رود گرفته‌اند. همانند جمهوری قبلی کنگو که در سال ۱۹۶۰ از کنگو بلژیک استقلال به دست آورد. جمهوری کنگو (زائر) در طی سالهای ۱۹۷۱–۱۹۹۱ نیز نام این رودخانه را گرفت، که البته پیش از آن نام آن از واژه‌های فرانسوی و پرتغالی بود.

## نگارخانه

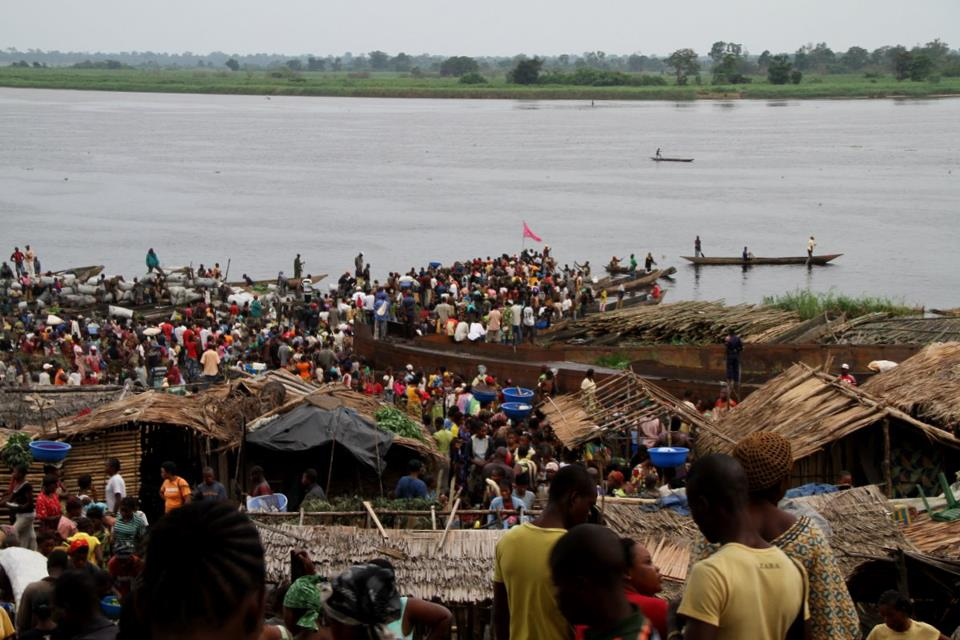
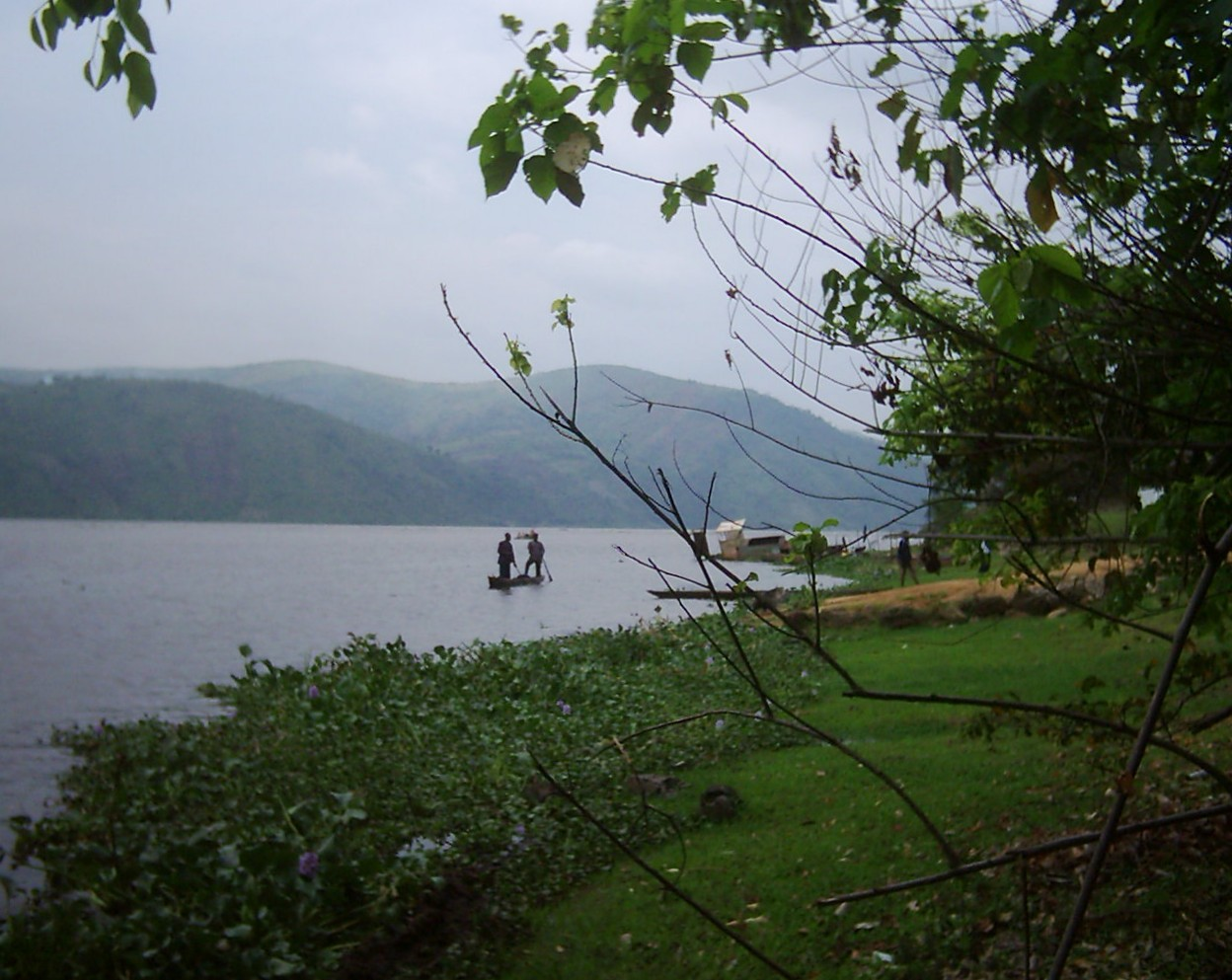
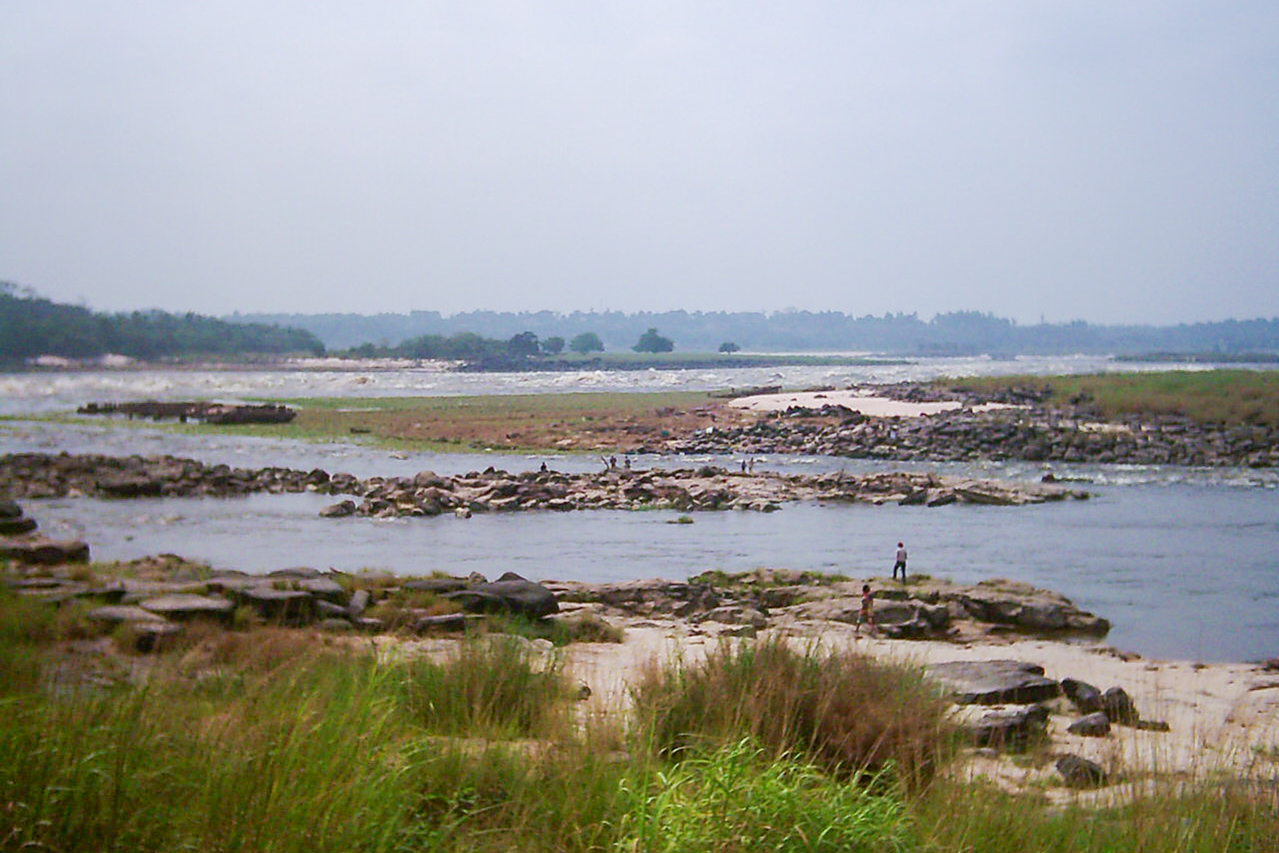